# ساری‌بداغ (آرتوین)
ساری‌بداغ (به ترکی استانبولی: Sarıbudak) یک منطقهٔ مسکونی در ترکیه است که در آرتوین واقع شده‌است. ساری‌بداغ ۱۳۲ نفر جمعیت دارد.